# Émilie de Turckheim
Pour les articles homonymes, voir de Turckheim.
Émilie de Turckheim, née le 5 octobre 1980 à Lyon, est une écrivaine française. Elle est la cousine de Charlotte de Turckheim.

## Biographie
Après une licence de droit français et de droit anglo-américain, Émilie de Turckheim entre à Sciences Po, puis étudie la sociologie à l'École doctorale de Sciences Po (Observatoire sociologique du changement). De 2005 à 2007, l'Agence nationale de recherche sur le Sida finance ses recherches de thèse portant sur la sexualité des jeunes gays et leurs comportements de prévention vis-à-vis du VIH-SIDA.
En 2002, elle entre au Groupement étudiant national d'enseignement aux personnes incarcérées (GENEPI) et enseigne le français et l'anglais en prison. Depuis 2004, elle est visiteuse de prison au centre pénitentiaire de Fresnes.
À 24 ans, elle publie son premier roman, Les Amants terrestres, aux éditions Le Cherche midi. Elle reçoit le prix littéraire de la Vocation 2009 pour Chute libre et le prix Bel-Ami 2012 pour Héloïse est chauve. Le Joli mois de Mai est traduit en allemand chez Klaus Wagenbach. Elle est aujourd'hui membre du jury du prix de poésie de la vocation.
Emilie de Turckheim est modèle vivant pour des peintres et des sculpteurs, une expérience qu’elle relate dans La Femme à modeler, paru en 2012.
En 2013, elle publie pour la jeunesse Jules et César , Mamie Antoinette et Kim Ono aux éditions Naïve, dont elle est directrice de collection.
Elle reçoit le Prix Roger-Nimier 2015 pour son ouvrage La Disparition du nombril, le Prix des lycéens de la Région Ile-de-France 2016 pour son roman Popcorn Melody et le Prix Monte-Cristo 2019 pour L'Enlèvement des Sabines.
En 2018, elle accueille un jeune réfugié afghan et décrit cette année de cohabitation dans Le Prince à la Petite tasse qui reçoit le prix de la FNABEH (Fédération nationale des Bibliothèques en Etablissements Hospitaliers).

## Œuvres

### Romans
- Les Amants terrestres, Le Cherche Midi, 2005  (ISBN 2749104262)
- Chute libre, éditions du Rocher, 2007  (ISBN 2268063178) Prix littéraire de la Vocation 2009
- Les Pendus, éditions Ramsay, 2008  (ISBN 2841149595)
- Le Joli Mois de mai, éditions Héloïse d'Ormesson, 2010  (ISBN 2350871452)
- Héloïse est chauve, Héloïse d’Ormesson, 2012  (ISBN 2350871851) Prix Bel-Ami 2012
- Une sainte, Héloïse d’Ormesson, 2013  (ISBN 2350871851)
- La Disparition du nombril, Héloïse d’Ormesson, 2014  (ISBN 978-2350872889) Prix Roger-Nimier 2015.
- Popcorn Melody, Héloïse d’Ormesson, 2015  (ISBN 978-2350873282) Prix des Lycéens de la Région Île-de-France 2019
- L'Enlèvement des Sabines, Héloïse d’Ormesson, 2018  (ISBN 978-2350874333) Prix Monte-Cristo 2019
- Lunch-box, 2021  (ISBN 978-2072897849)

### Récits
- La Femme à modeler, Naïve, 2012  (ISBN 2-35021-283-1)
- Le Prince à la petite tasse, Calmann-Lévy, 2018  (ISBN 978-2-7021-5897-5)Prix de la FNABEH 2019

### Albums pour la jeunesse
- Jules et César, Naïve, 2013  (ISBN 978-2-35021-306-4)
- Mamie Antoinette, Naïve, 2013  (ISBN 978-2-35021-296-8)
- Kim Ono, Naïve, 2013  (ISBN 978-2-35021-347-7)